# Beringia
Beringia é um género botânico pertencente à família Brassicaceae.